# Dmitri Michailowitsch Wolkonski

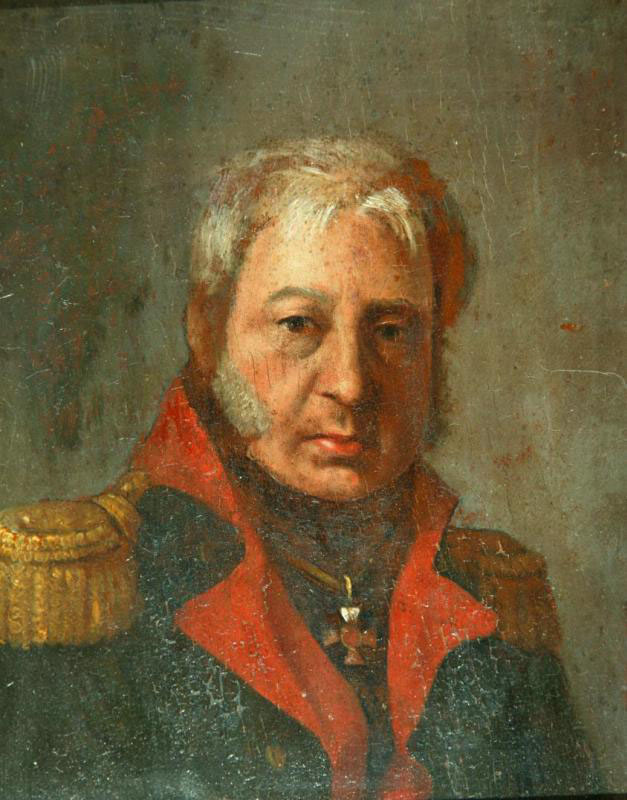
Dmitri Michailowitsch Wolkonski (1815)

Dmitri Michailowitsch Wolkonski (russisch: Дмитрий Михайлович Волконский; * 1770 in Moskau; † 7. Mai 1835 ebenda) war ein russischer Fürst, Generalleutnant, Senator und Gouverneur von Danzig.

## Militärische Laufbahn
D.M. Wolkonski begann seine militärische Ausbildung im Preobraschenski Leibgarde-Regiment und wurde 1774 zum Sergeanten befördert. Er wechselte 1775 in das Ismailowski Leibgarde-Regiment und wurde zum Oberfeldwebel befördert. Am 31. Januar 1788, im Alter von 18 Jahren, begann er in diesem Regiment seine aktive Militärzeit im Rang eines Oberleutnants. Seinen ersten Kriegseinsatz erlebte er im  Russisch-Schwedischen Krieg von 1788 bis 1789 und war in den Gefechten bei  Rochensalm am Svensksund und Wyborg eingesetzt. 1791 diente er im Korps seines Großvaters Nikolai Grigorjewitsch Repnin-Wolkonski (1778–1845) und war im  Russisch-Österreichischen Türkenkrieg bei Anapa und Măcin eingesetzt worden. 1792 wurde er zum Dienst in die Botschaft in Konstantinopel entsandt. 1794 war er im Apscheronsk-Infanterie-Regiment, welches in Polen kämpfte. Am 1. Mai 1797 erhielt er den Rang eines Obersts und wurde in das Moskauer-Garnison-Regiment versetzt, bereits ein Jahr später, am 12. April 1798, wurde er zum Generalmajor befördert und zum Kommandeur der Moskauer Garnison ernannt. Im Dezember 1798 wurde er als Kommandant nach Malta versetzt und kommandierte, unter dem Oberbefehl des General Borozdin, dort drei Grenadierbataillone, ein Artilleriebataillon und zwei gemischte Bataillone. Des Weiteren befehligte er Truppenteile während der Österreichisch-Russischen Militärmission in Italien und der Schweiz; im Rahmen des Zweiten Koalitionskriegs 1799–1801 und stand unter dem Oberbefehl von Alexander Wassiljewitsch Suworow. Er war in Livorno eingesetzt worden und wurde in den Seekriegen um die Inseln Sizilien, Korfu, Zakynthos und Kefalonia kurzfristig zur Kaiserlich Russischen Marine abbeordert und stand unter dem Oberbefehl des Admirals Fjodor Fjodorowitsch Uschakow. Am 20. Dezember 1800 wurde er zum Generalleutnant befördert. Seine weiteren Stationen im Jahr 1800 waren: Kommandeur des Sankt Petersburger Grenadier-Regiments, Kommandeur des Schirwan-Musketier-Regiments und Inspekteur der Infanterie im Militärbezirk Sibirien, Chef des Stabes im Preobraschenski-Leibgarde-Regiment und im 4. Jäger-Regiment und letztlich von Dezember 1800 bis Juli 1801 Militärgouverneur und Inspekteur der Infanterie im Großfürstentum Finnland. Ab März 1803 war er Inspekteur der in der Ukraine stationierten Infanterie, im September 1802 wurde er zum Befehlshaber der russischen Truppen in Georgien ernannt, die unter dem Oberbefehlshaber des Generals und Gouverneurs Pawel Dmitrijewitsch Zizianow standen. 1805 nahm er am österreichischen Feldzug teil und war im Generalstab der Generale Levin August von Bennigsen und Michail Illarionowitsch Kutusow tätig. In der Schlacht bei Austerlitz wurde er, wie auch sein Verwandter Nikolai Grigorjewitsch Repnin-Wolkonski, verwundet. 1806 nahm er am Russisch-Türkischen Krieg teil und befehligte die Belagerung der Festung Chotyn. Im selben Jahr wurde er zum Kommandeur der 5. (später 6.) Division ernannt, mit der er am Russisch-Preußisch-Französischen Krieg von 1807 teilnahm. Ab November 1806 kommandierte er die 9. Division, im weiteren Verlauf dieses Krieges wurde er schwer verwundet und in Folge dieser Verwundung trat der 42-jährige Generalleutnant aus dem aktiven Militärdienst aus.
Er wählte als Aufenthaltsort Moskau, begleitete aber die Hauptquartiere der russischen Generale Michail Illarionowitsch Kutusow und Michael Andreas Barclay de Tolly in Podolsk, dann zog er zu seiner Familie nach Tula. Zar Alexsander I. hatte ihn per Ukas der Moskauer Miliz zugeteilt, auf Vorschlag von General Kutusow wurde er am 20. Oktober 1812 reaktiviert. Er übernahm das Kommando von General Johann von Lieven und wurde Befehlshaber eines Infanterie-Korps, welches in Brest-Litowsk stationiert war. Ab Februar 1813 führte er das Korps in der Belagerung der Festung Glogau und den Gefechten Lützen, Dresden und Bautzen. 1813 führte er sein Korps erfolgreich in der Belagerung Danzigs 
und wurde danach kurzzeitig zum Gouverneur von Danzig ernannt. Am 18. Februar 1816 wurde er schließlich im Rang eines Generalleutnants zum Senator in den Staatsrat berufen. Er ließ sich in Moskau nieder und interessierte sich für soziale, politische und kulturelle Angelegenheiten, sowie Geschichte, Literatur, Wissenschaft und Religion. Er war häufig Gast bei seiner Verwandten Sinaida Alexandrowna Wolkonskaja , die in ihrer Villa künstlerische Veranstaltungen abhielt. Er starb am 7. Mai 1835 im Alter von 65 Jahren und wurde im Familiengrab, auf dem Friedhof des Nowodewitschi-Klosters, in Moskau beigesetzt.

## Herkunft und Familie

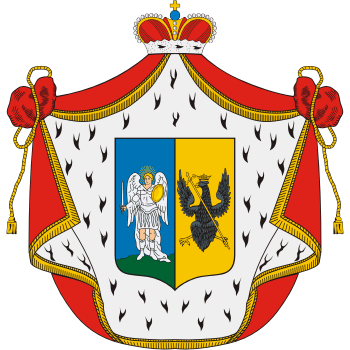
Wappen der Fürsten Wolkonski

D.M. Wolkonski stammte aus dem uradeligen Geschlecht der Rurikiden und war ein Sprössling aus dem Fürstengeschlecht Wolkonski. Sein Großvater war der russische Generalmajor Sergei Fjodorowitsch Wolkonski (1715–1784) und sein Onkel der General der Infanterie Nikolai Sergejewitsch Wolkonski (1753–1821) und sein Cousin der Generalmajor Dmitri Alexandrowitsch Wolkonski (1792–1838). Sein Vater war Michail Sergejewitsch Wolkonski (1745–1812), der mit der Hofdame Katharina Isaewna Shafirowa (1734–1795) verheiratet war.

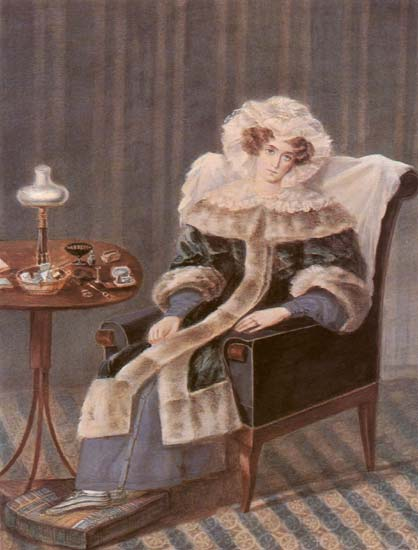
Natalia Alexandrewna Mussina-Puschkina

Dmitri Michailowitsch heiratete 1811 Natalia Aleksandrewna Musina-Puschkina (1784–1829), die Tochter des Historikers Alexei Iwanowitsch Mussin-Puschkin (1744–1817). Aus dieser Ehe ging der einzige Sohn Michail Dmitriwitsch Wolkonski (1811–1875), ein späterer russischer Generalmajor hervor. Dieser war mit Gräfin Anna Iwanowna Paskewitsch (1822–1901), einer Tochter des Fürsten Iwan Fjodorowitsch Paskewitsch (1782–1856), verheiratet.

## Auszeichnungen
- 1789 Russischer Orden des Heiligen Georg, 4. Klasse
- 1799 Orden des Heiligen Johannes von Jerusalem
- 1807 Russischer Orden der Heiligen Anna, 1. Klasse
- 1813 Russischer Orden des Heiligen Georg, 3. Klasse
- 1813 Preußischer Roter Adlerorden, 1. Klasse
- 1813 Russischer Orden des Heiligen Wladimir, 3. Klasse
- 1815 Russischer Orden des Heiligen Wladimir, 2. Klasse
- Ritterorden der hl. Mauritius und Lazarus, Großkreuz
- Österreichischer Militär-Maria-Theresien-Orden, 3. Klasse
- Goldenes Schwert für Tapferkeit, Russisches Kaiserreich
- Goldenes Schwert für Tapferkeit mit Diamanten, Russisches Kaiserreich